# Zhang Zhibo
Zhang Zhibo (em chinês: 張之博, Liaoning, 23 de março de 1982) é uma jogadora chinesa de badminton, ela começou representando Macau em 2008.

## Carreira
Em 2004, tornou-se campeã das duplas mistas do Campeonato Chinês de Badminton, na ocasião foi parceira de Liu Zhiyuan. Em 2007, ela chegou até a semifinal do torneio Korea International Challenge, em parceria com Zhang Dan.
Em 2008, ela se tornou vice campeã do torneio China Masters de duplas femininas com parceria de Zhang Dan. Elas foram derrotadas por Cheng Shu e Zhao Yunlei da China em jogo único que terminou com as parciais de 21–14, 21–11. Em 2009, ela conquistou a medalha de ouro nos Jogos da Ásia Oriental na modalidade de duplas femininas, derrotando as cabeças de chave chinesas Ma Jin e Wang Xiaoli com parciais de  22-20, 21-16. No mesmo ano, ela também foi semifinalista das duplas femininas do Denmark Super Series, na ocasião defendendo Macau. Foi derrotada pelas medalhistas de ouro Du Jing e Yu Yang nos Jogos Olímpicos de 2008, em parciais de 21-10 e 21-17; no torneio nórdico, elas foram derrotadas por Pan Pan e Zhang Yawen, atletas da China.
Em 2010, qualificou-se para representar Macau nos Jogos Asiáticos. No entanto, de acordo com as regras de concorrência, os jogadores devem se apresentar após três anos da última vez que competiram com seu país de origem antes de poderem representar outro país, assim sua qualificação foi cancelada, outrora a equipe de Macau também decidiu se retirar da competição.
Em 2011, começou a jogar no evento de duplas femininas com Wang Rong, elas competiram no Open de Badminton de Macau e chegaram ao segundo turno. Em 2012, conquistou o Bitburger Open e se tornou semifinalista do torneio Korea Masters na modalidade de duplas femininas. No Bitburger Open Grand Prix Gold, conquistaram o título após derrotar as alemãs Johanna Goliszewski e Birgit Michels com parcais de 21-15 e 21–13.
Em 2013, ela se tornou semifinalista dos torneios Canadian Open e Chinese Taipei Open na modalidade de duplas femininas com sua parceira Wang Rong. No torneio canadense, elas foram derrotadas pelas neerlandesas Eefje Muskens e Selena Piek com parciais de 21-16 e 21-10. No torneio asiático, foram derrotadas pelas coreanas Lee So-hee e Shin Seung-chan com parciais de 21-13, 18-21, 21-16.